# WTA de Brisbane de 2020
Karolína Plíšková foi bem sucedida como defensora doa título, derrotando Madison Keys na final por 6–4, 4–6, 7–5. Plíšková conquistou o título depois de salvar um match point que Naomi Osaka disputou contra ela nas semifinais.

## Simples

### Cabeças de chave
1. Ashleigh Barty (segunda rodada)
2. Karolína Plíšková (campeã)
3. Naomi Osaka (semifinais)
4. Elina Svitolina (primeira rodada)
5. Petra Kvitová (semifinais)
6. Kiki Bertens (quartas de final)
7. Johanna Konta (primeira rodada)
8. Madison Keys (final)

### Legenda
| - Q = Qualifier - WC = Wild Card (convidado/a) - LL = Lucky Loser | - Alt = Alternate - SE = Special Exempt - PR = Protected Ranking (ranking protegido) | - w/o ou w.o. = Walkover (não compareceu) - r ou ab. = Retired (abandonou) - d = Defaulted (desclassificado) |

### Finais
|  | Semifinais | Semifinais        | Semifinais        | Semifinais | Semifinais |   |             | Final        | Final | Final | Final | Final |
|  |            |                   |                   |            |            |   |             |              |       |       |       |       |
|  | 5          | Petra Kvitová     | 6                 | 2          | 3          |   |             |              |       |       |       |       |
|  | 8          | Madison Keys      | 3                 | 6          | 6          |   |             |              |       |       |       |       |
|  | 8          | Madison Keys      | 3                 | 6          | 6          |   | 8           | Madison Keys | 4     | 6     | 5     |       |
|  |            |                   |                   |            |            |   | 8           | Madison Keys | 4     | 6     | 5     |       |
|  |            | 2                 | Karolína Plíšková | 6          | 4          | 7 |             |              |       |       |       |       |
|  | 3          | 2                 | Karolína Plíšková | 6          | 4          | 7 | Naomi Osaka | 712          | 63    | 2     |       |       |
|  | 3          |                   |                   |            |            |   | Naomi Osaka | 712          | 63    | 2     |       |       |
|  | 2          | Karolína Plíšková | 610               | 7          | 6          |   |             |              |       |       |       |       |

## Duplas

### Cabeças de chave
1. Hsieh Su-wei /  Barbora Strýcová (campeãs)
2. Nicole Melichar /  Xu Yifan (quartas de final)
3. Chan Hao-ching /  Latisha Chan (primeira rodada)
4. Květa Peschke /  Demi Schuurs (primeira rodada)

### Legenda
| - Q = Qualifier - WC = Wild Card (convidado/a) - LL = Lucky Loser | - Alt = Alternate - SE = Special Exempt - PR = Protected Ranking (ranking protegido) | - w/o ou w.o. = Walkover (não compareceu) - r ou ab. = Retired (abandonou) - d = Defaulted (desclassificado) |

### Finais
|  | Semifinais | Semifinais                           | Semifinais                  | Semifinais | Semifinais |                               |   | Final | Final | Final | Final | Final |
|  |            |                                      |                             |            |            |                               |   |       |       |       |       |       |
|  | 1          | Hsieh Su-wei Barbora Strýcová        | 7                           | 6          |            |                               |   |       |       |       |       |       |
|  |            | Lyudmyla Kichenok Yang Zhaoxuan      | 63                          | 3          |            |                               |   |       |       |       |       |       |
|  |            | Lyudmyla Kichenok Yang Zhaoxuan      | 63                          | 3          | 1          | Hsieh Su-wei Barbora Strýcová | 3 | 79    | [10]  |       |       |       |
|  |            |                                      |                             |            |            | Hsieh Su-wei Barbora Strýcová | 3 | 79    | [10]  |       |       |       |
|  |            |                                      | Ashleigh Barty Kiki Bertens | 6          | 67         | [8]                           |   |       |       |       |       |       |
|  |            | Kristina Mladenovic Ajla Tomljanović | Ashleigh Barty Kiki Bertens | 6          | 67         | [8]                           |   |       |       |       |       |       |
|  |            |                                      |                             |            |            |                               |   |       |       |       |       |       |
|  |            | Ashleigh Barty Kiki Bertens          | w/o                         |            |            |                               |   |       |       |       |       |       |